# ゾンビーノ
『ゾンビーノ』（Fido）は、2007年に公開されたカナダのゾンビコメディー映画。
原題のFidoとは、英語圏においてペットの犬に対してつかわれる名前。

## ストーリー
地球が放射能の雲に覆われた影響で死者がゾンビとして蘇り、人間との間で戦争が起きた。ゾムコン社はゾンビを沈静化させ人食の欲求を抑えさせる首輪を発明し、人々が安心して暮らせるようにした。ゾンビが人間に仕えるようになったのだ。ゾムコン社が作ったフェンスで囲まれた安全地帯以外はゾーンと呼ばれる。ゾーンには野生の危険なゾンビが今なお闊歩しており、死刑囚や反逆者はそこに追放される。事実上の死刑だ。

ウィラードという町に暮らしているティミー・ロビンソンはそんな社会にどうしても疑問を感じてしまい、周りから浮いてしまっていた。ティミーの母親、ヘレンは外面を気にする性格で、息子を心配してはいるが近所に噂される可能性を考え我慢をさせている。また彼女は周りの家庭が全員ゾンビを飼っている時代に我が家だけ居ないのは嫌だと思っていた。しかし、ティミーの父であり、ヘレンの夫であるビルは過去に自分の父がゾンビになった時に殺した経験があり、トラウマを持っているため飼おうとしない。

そんな時に、近所にゾムコン社の新しい警備主任ジョン・ボトムズと彼の妻子が引っ越してくる。周りとこれ以上差が付くことを恐れたヘレンはゾンビを飼う事に決める。ビルはゾンビに嫌悪感を抱くものの、ティミーは一見愚鈍なように見えるそのゾンビにイジメっ子に襲われている時に助けられ慕うようになる。
そして、ティミーは彼に「ファイド（Fido=信頼、忠実）」と名付ける。だが、ある日近所に住む老女ヘンダーソンの八つ当たりでファイドの首輪が壊され、ファイドはヘンダーソンを食い殺してしまう。
そこから静かにゾンビが増え始め…。

## キャスト
| 役名                 | 俳優                       | 日本語吹替 |
| -------------------- | -------------------------- | ---------- |
| ヘレン・ロビンソン   | キャリー＝アン・モス       | 塩田朋子   |
| ファイド             | ビリー・コノリー           | 鈴木琢磨   |
| ビル・ロビンソン     | ディラン・ベイカー         | 堀内賢雄   |
| ティミー・ロビンソン | クサン・レイ               | 矢島晶子   |
| ミスター・ボトムズ   | ヘンリー・ツェニー         | 菅生隆之   |
| ミスター・テオポリス | ティム・ブレイク・ネルソン | 安原義人   |
| ロイ・フレイザー     | アーロン・ブラウン         | 朴璐美     |
| スタン・フレイザー   | ブランドン・オールズ       | 神代知衣   |
| シンディ・ボトムズ   | アレクシア・ファスト       |            |
| ナレーター           | デビッド・ケイ             |            |

## 作品解説
ゾンビを召使などとして利用している1950年代のパラレルワールドが舞台となっている。

### 配役
カルガリーでの上映時、プロデューサがファイド役はピーター・ストーメアが演じるはずだったと明かした。彼はドラマ『プリズン・ブレイク』に出演するため、撮影の1週間前に断ったという。
ビリー・コノリーはニューヨークからロサンゼルスへの飛行機に乗り込む前に脚本を受け取り、到着と同時に出演を決めた。

### 撮影
ブリティッシュコロンビア州オカナガンで撮影された。

## レイティング
暴力などのシーンが含まれているため、オンタリオ州組織のOntario Film Review Boardは14A指定している。MPAAでは当PG-13指定だったが、R指定に変更された。映画倫理委員会ではPG12指定としている。